# Јотапијан
Јотапијан је био римски узурпатор у источним провинцијама Римског царства током владавине Филипа Арабљанина, око 249. године.
Јотапијаново име се први пут помиње у устанку против подизања пореза. Повећање пореза је спроводио брат Филипа Арабљанина, Гај Јулије Приск. Јотапијан, у том часу управник провинције Сирије подигао је устанак, учврстио се у Антиохији, али су га убрзо његови сопствени војници убили и тако је устанак пропао.